# Lugnaquilla

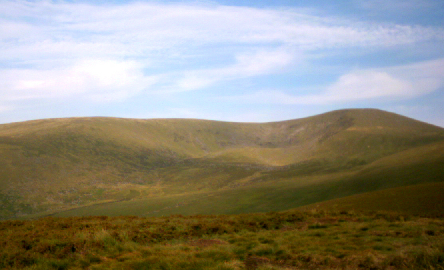
Lugnaquilla

Lugnaquilla (irisch Log na Coille) ist ein 925 m hoher Berg in den Wicklow Mountains in Irland.

## Geografie
Der Berg ist der höchste Gipfel in den Wicklow Mountains  und der höchste in Irland außerhalb der Berge im County Kerry. Mit seinem großen Gipfelplateau macht er einen wuchtigen Eindruck. Auf zwei Seiten ist er durch eiszeitliche, steile Kare begrenzt (North Prison und South Prison genannt).

## Aufstieg zum Gipfel

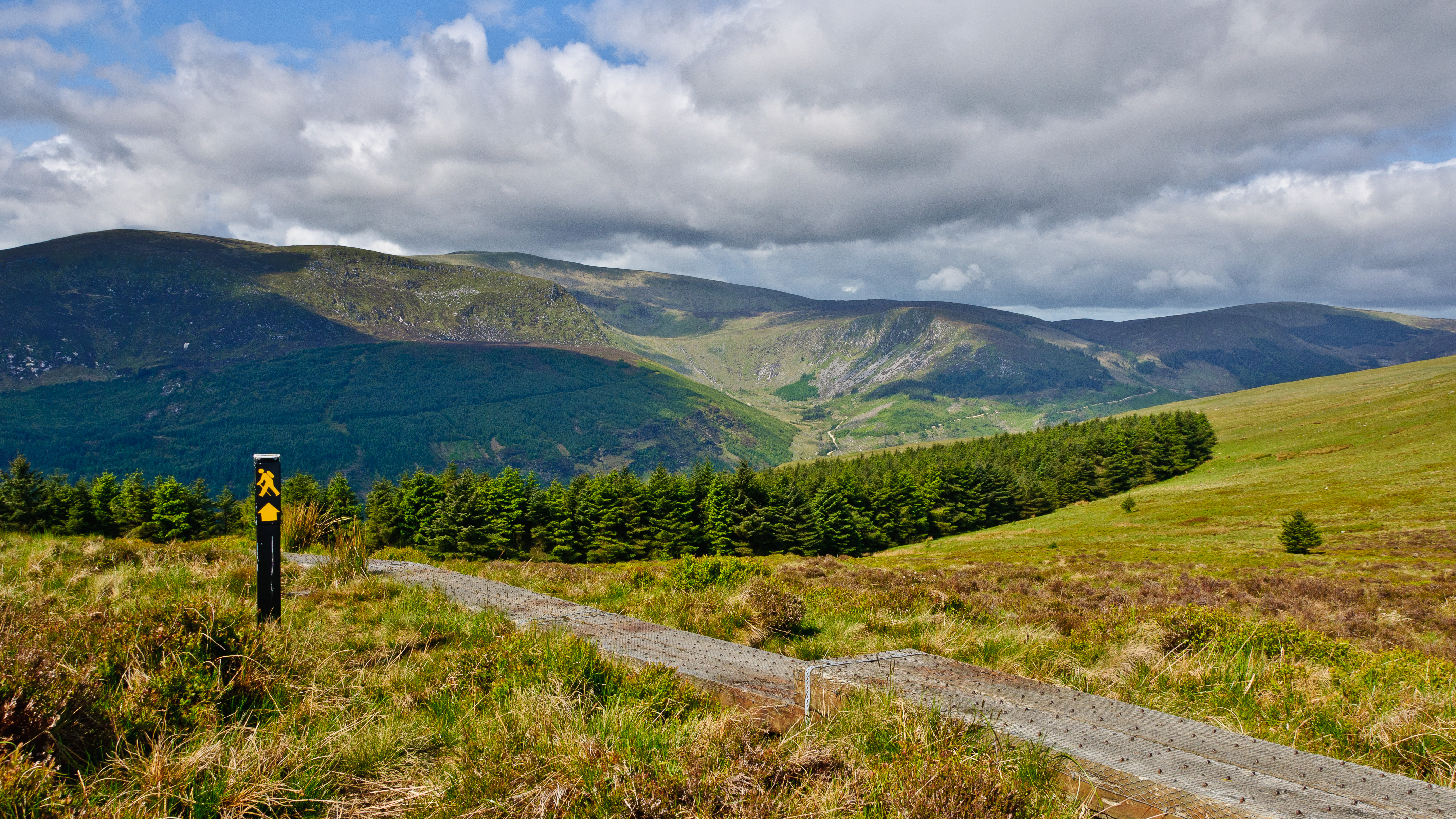
Lugnaquilla vom Wicklow Way aus gesehen.

Durch seine Nähe zu Dublin ist er ein beliebtes Ziel von Bergwanderern. Es gibt keine ausgezeichneten Wege.  Die Hauptaufstiegsrouten sind von Glenmalure, Aghavanna und dem Glen of Imaal aus. Die Route über das Glen of Imaal führt durch ein militärisches Übungsgelände und ist deshalb gelegentlich gesperrt.